# John F. Lewis
John F. Lewis (Rockingham megye, 1818. március 1. – Rockingham megye, 1895. szeptember 2.) az Amerikai Egyesült Államok szenátora (Virginia, 1870–1875).